# José Luis Serna Alzate
José Luis Serna Alzate, I.M.C. (Aranzazu, Caldas, 17 de febrero de 1936-Pereira, Risaralda, 28 de septiembre de 2014)  fue un prelado y político colombiano de la Iglesia católica que destacó como mediador entre diferentes grupos armados y el gobierno nacional. Así mismo fue el primer Alto Comisionado para la Paz nombrado en propiedad por el gobierno del entonces presidente Belisario Betancur para mediar entre el gobierno colombiano y las guerrillas. 

## Biografía
Nacido en Aranzazu, Caldas, realizó sus primeros estudios en su pueblo natal, y posteriormente en Bojacá, Cundinamarca con los padres Agustinos. Al terminarlos, cursa su carrera sacerdotal en el seminario de los Misioneros de la Consolata en San Félix, siguiéndolos en Roma. Fue ordenado sacerdote el 23 de diciembre de 1961, siendo el primer colombiano ordenado como miembro de la orden religiosa de los Misioneros de la Consolata. Con posterioridad, sería nombrado superior provincial para Colombia de los misioneros de la Consolata.

### Episcopado
El 15 de noviembre de 1978 fue nombrado vicario apostólico de Florencia (Caquetá) y obispo titular de Cartenna. El 7 de diciembre de ese mismo año fue consagrado como obispo. El 9 de diciembre de 1985 el Vicariato de Florencia se convirtió en Diócesis y José Luis Serna Alzate se convirtió en su obispo diocesano, dando impulso a nuevas parroquias y creando la Emisora Armonías del Caquetá. Agregado a esto se convierte en una de las principales autoridades cívicas y sociales del departamento.

### Alto Comisionado de Paz
Por estos motivos, el gobierno de Belisario Betancur lo designó como Alto Comisionado para la Paz para encargarse de dirigir las negociaciones entre el gobierno y las distintas guerrillas, especialmente el M-19 y las FARC-EP. En este contexto, la jerarquía católica fue especialmente relevante durante los primeros intentos de negociaciones, algunas de las cuales rindieron frutos con el establecimiento de treguas. Sin embargo, los incumplimientos de parte y parte hicieron que muchos de los pactos acordados se rompieran, especialmente los Acuerdos de Corinto, Hobo y Medellín con el M-19 y el EPL.

### Obispo de Líbano, Honda y problemas legales
Posteriormente ejerció como el primer Obispo de la Diócesis de Líbano-Honda desde el 8 de julio de 1989 hasta el 12 de julio de 2002, cuando le fue aceptada su renuncia por motivos de salud.
Sin embargo, tras su retiro afrontó varios problemas legales después de que se cursaran investigaciones en su contra debido a "presunta colaboración" con el ELN y además de ello, su relación con esta guerrilla a través de uno de sus hermanos. El escándalo derivó en un proceso penal contra el prelado, el cual negó vinculaciones directas con esta guerrilla. A pesar de ello, los testimonios no fueron concluyentes y la investigación fue completamente archivada.

## Muerte
Monseñor Serna Alzate murió en Pereira, en 2014. Su cuerpo actualmente se encuentra sepultado en la catedral de nuestra señora de Lourdes en Florencia, Caquetá.